# Сефардська мова

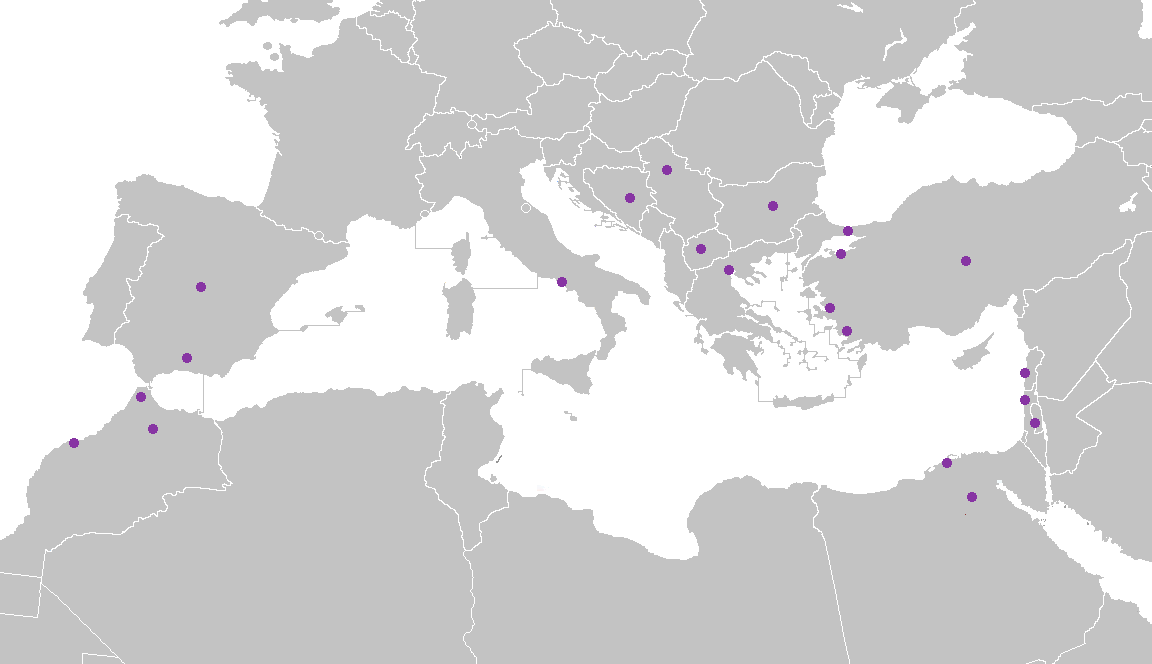
Місця відносно великої кількості мовців

Сефа́рдська мова (єврейсько-іспанська, лади́но, джудекка, джудесмо, спаньйолі, жудезмо, хебронео) — мова сефардів, одна з єврейських мов. Належить до іберо-романської підгрупи романських мов.
Сефардська мова є фактично продовженням ранньо-єврейсько-кастильського діалекту, що включив в себе носіїв і риси інших єврейських іберо-романських діалектів. Він використовує власну систему орфографії.
Слід розрізняти мову ладино, як одну з єврейсько-кастильських мов на Іберійському півострові, та ладинську мову в Швейцарії й Північній Італії, що належить до ретороманської-групи романських мов.
Початок утворення цього різновиду іспанської мови пов'язано з вигнанням з Іспанії в 1492 році євреїв, що розселилися головним чином на території Османської імперії, в Північній Африці, потім в Португалії, Італії, Греції, Румунії, Палестині та ін.
Перебуваючи в умовах іншомовного оточення і не маючи статусу офіційної мови, вона досі зберігає риси (головним чином у фонетиці) іспанської мови кінця XV ст. Функціонує як побутова мова, що виявляє ознаки вимирання. Поширена в Ізраїлі, окремих районах Туреччини, Греції, Югославії, Румунії, Болгарії.
Кількість носіїв становить близько 100 тисяч. Діалектне членування пов'язане з країнами проживання носіїв. Основні діалектні варіанти — турецький, румунський, югославський. У 1996 році Кнесет прийняв закон про створення Національного управління з охорони культурної спадщини сефардською мовою.

## Назва
Термінологія в застосуванні до сефардської мови різноманітна і нестійка. У науковій літературі все більшого поширення набуває термін «сефардська», який охоплює всі усні та письмові різновиди мовлення; як самоназва не вживається.
Так само широкий зміст має і термін «єврейсько-іспанська», проте іноді його застосовують в більш вузькому сенсі, для позначення мови єврейсько-іспанських письмових текстів починаючи з другої половини XIX ст. У цьому значенні він протистоїть терміну «ладино», який відноситься до традиційної мови єврейсько-іспанської релігійної літератури, що склався до XIII ст., Тобто ще під час перебування євреїв на Піренейському півострові.
Терміном «ладино» нерідко називають сефардську мову в цілому; в цьому значенні він був уживаний до кінця XIX ст.; Як самоназва ніколи не вживався.
Найпоширенішою самоназвою є «джида» або «джуді» (Туреччина, Боснія, частково Греція), а також «джудезмо» (Болгарія, Македонія, частково Греція і Румунія); останній термін вживається також у науковій літературі.
В Ізраїлі та Туреччині існує самоназва «(е)спаньйолі»; в Ізраїлі також вживаються назви «еспаньйол», «спаньйолі». Мова сефардів Північної Африки (Алжир, Туніс, Марокко) має самоназву «хакітія», «хакет», що вживається і в науковій літературі для позначення відповідного діалекту.

## Лінгвістична характеристика
Фонетичні особливості ладіно: спірантизації d, g в інтервокальній позиції, опозиція змичкових і фрикативних b, збереження давньої кастильської системи фрикативних приголосних [f] — [v], [s] — [z], відсутність палаталізації приголосних, перехід голосних о, е в ненаголошеному положенні в u, i.
Основний пласт лексики — слова романського походження, проте їх фонетична структура та морфологічне оформлення можуть бути змінені. Запозичення з івриту належать переважно до релігійно-ритуальної сфери.
У турецькому діалекті ладіно сильний вплив турецької та італійської мов, в румунському і югославському діалектах — вплив французької мови. Літературний ладіно склався на основі койне XV ст. Перший пам'ятка — П'ятикнижжя 1547 р., видане в Константинополі. Писемність існує з XVI ст. на основі єврейського алфавіту (застосовувався рабинський шрифт, він же шрифт Раші), використовуються діакритичні надрядкові знаки і гортанні букви єврейського алфавіту для позначення голосних. Нині преса в Туреччині (з 1928 р.) та Ізраїлі використовує латинський шрифт.
Для письма від руки використовувався курсивний шрифт, званий солетрео (солітрео) або хаці-кульмус (івр. חצי קולמוס). На ладіно видаються книги і періодика, в Ізраїлі ведеться радіомовлення.

## Орфографія
Для сефардської мови було застосоване або запропоновано декілька варіантів писемності:
- Традиційна писемність на основі єврейського письма, що залишалося єдиною в сефардській мові аж до XIX століття. Алфавіт продовжує використовуватися сьогодні, особливо в релігійній літературі.
- Писемність на основі грецького алфавіту (у Греції) і кирилиці (в Югославії та Болгарії) застосовувалася в минулому в окремих випадках, але не використовується сьогодні.
- Писемність на основі турецького алфавіту застосовується сефардами, що проживають в Туреччині. Цей варіант є одним з найпоширеніших, оскільки у зв'язку з Голокостом, значна частина носіїв сефардської мови сьогодні проживає в Туреччині.
- Ізраїльський інститут сефардської мови «Autoridad Nasionala del Ladino» і сефардський культурний фонд «Акі Єрушалаїм» просувають варіант латинського алфавіту, при якому слова транслітерує фонетично, незалежно від їх правопису в іспанському або старокастильському (ісп. " como «- сефард.» komo "; ісп. «Niña» — сефард. «Ninya»).
- Писемність на основі іспанської абетки, включаючи орфографічні норми сучасної іспанської мови. Ефективність цього варіанта сумнівна, тому що фонетика іспанської мови зазнала значних змін з XV століття, в той час як фонетика сефардської зберегла архаїчні риси, що більше не відображаються у неодноразово реформованому іспанському правописі.
- Найконсервативнішим і набагато менш популярним є варіант прийняття іспанського алфавіту зразка 1492 року (старокастильського). У цьому випадку фонетичні особливості сефардської отримають своє відображення на письмі. Однак у деяких випадках є невизначеність у вигляді подвійного використання букв і буквосполучень в цьому алфавіті, а також проблема передачі слів, запозичених з інших мов (зокрема з івриту).

### Словники
- Nehama J. avec la col. de Jesus Cantera. Dictionnaire du judeo-espagnol. Madrid, 1977.
- Pascual Recuero P. Diccionario basico ladino-español. Barcelona, 1977.
- Kohen Eli, Kohen-Gordon, Dahlia. Ladino-English, English-Ladino: Concise Encyclopedic Dictionary (Judeo-Spanish), Hippocrene Concise Dictionary, Hippocrene Books, 2000.